# Roy Walford
Roy Walford (ur. 29 czerwca 1925 w San Diego, zm. 27 kwietnia 2004 w Santa Monica, Kalifornia) – gerontolog i dietetyk amerykański.

## Kariera zawodowa
Ukończył University of Chicago w 1948. Odbył praktykę lekarską w Gorgas Memorial Hospital w Panamie i pracował w V.A. Medical Center w Los Angeles. Następnie w czasie wojny z Koreą przez dwa lata służył w U.S. Air Force.
W 1954 wstąpił na University of California w Los Angeles (UCLA). Został profesorem patologii UCLA School of Medicine w 1966. Rangę Professor of Pathology and Laboratory Medicine, Emeritus, w UCLA, otrzymał w związku z udziałem w dwuletnim eksperymencie Biosfera 2 w 1991.
W czasie pracy w UCLA pełnił następujące funkcje:
- Dyrektor Blood Bank (Banku krwi) oraz Działu Hematologii Laboratoriów Klinicznych (1959–1980)
- Dyrektor School of Medical Technology (1962–1972)
- Przewodniczący Vivarium Committee (1965–1968)

Poza funkcjami w UCLA, był doradcą w dziedzinie immunologii Światowej Organizacji Zdrowia w latach 1969–1984, delegatem senatu na konferencję w Białym Domu na temat starzenia się w 1981, oraz członkiem National Institute on Aging (Narodowego Instytutu Starzenia się).
Jego nagrody i wyróżnienia to m.in.:
- Levine Award od American Society of Clinical Pathology
- Research Award od American Aging Association
- Kleemeier Award od Gerontological Society of America
- Henderson Award od American Geriatrics Society
- The Senator Alan Cranston Award
- Infinity Award od American Academy of Anti-Aging Medicine
- Asteroida #4629 została nazwana jego nazwiskiem przez jego odkrywcę (E. Helene) w 1986

Dr Walford i jego prace były wymieniane w dziesiątkach artykułów w prasie popularnej, jak np. Omni, Discover czy Scientific American. Wielokrotnie występował też w programach telewizyjnych.

## Dieta CRON
W wyniku przeprowadzonych badań stwierdził, że myszy laboratoryjne karmione pożywieniem o zawartości kalorii niższej o 50%, jednak zachowującym składniki odżywcze, mogą żyć prawie dwukrotnie dłużej.
Prowadził badania nad biologicznymi aspektami długowieczności człowieka. Opracował specjalną dietę opartą na ograniczeniach kalorycznych, którą stosował na sobie z zamiarem udowodnienia możliwości dożycia 120 lat. Dietę tę promował w wielu publikacjach, był autorem kilkunastu książek (najbardziej znane to The 120-Year Diet i Beyond the 120-Year Diet) oraz kilkuset artykułów w pismach naukowych. Dietę restrykcji kalorycznych prezentował także w wielu programach telewizyjnych, m.in. Dateline, Nova i 20/20.

## Biosfera 2
Roy Walford uczestniczył w programie Biosfera 2 jako lekarz ośmioosobowego zespołu zamkniętego wewnątrz budynku projektu, gdzie żyli przez dwa lata (26 września 1991–26 września 1993). Ponieważ nie udało się wyhodować spodziewanej ilości jedzenia, dr Walford przekonał załogę do stosowania jego diety opartej na ograniczeniu kalorii. Przyniosło to skutki w postaci znacznych spadków wagi i poprawy zdrowia. 67-letni wówczas Roy Walford był najstarszym członkiem załogi. Następny najstarszy członek załogi miał 40 lat.

## Śmierć
Zmarł w wieku 79 lat w wyniku komplikacji oddechowych związanych ze stwardnieniem zanikowym bocznym (znanym też jako choroba Lou Gehriga). Roy Walford twierdził, że jego problemy zdrowotne spowodowało wdychanie, przez dwa lata pobytu w budynku Biosfera 2, powietrza o podwyższonej zawartości podtlenku azotu, wytwarzanego przez mikroorganizmy w glebie, których aktywność w normalnych warunkach byłaby zniwelowana przez promienie słoneczne. Powietrze to miało zarazem obniżoną zawartość tlenu. Był przekonany, że jedzenie tylko 1600 kalorii dziennie wydłużyło jego życie już po wystąpieniu objawów choroby.

## Wybrane publikacje
- Leukocyte Antigens and Antibodies, Roy L. Walford, New York: Grune and Stratton, Inc., 182 pages, 1960
- "The Isoantigenic Systems of Human Leukocytes: Medical and Biological Significance", Series Haematologica 2 (Copenhagen: Munksgaard) 2: 1–96, Roy L. Walford, 1969
- The Immunological Theory of Aging, Roy L. Walford, Copenhagen: Munksgaard, 1969
- Maximum Life Span, Roy L. Walford, New York: W.W. Norton & Co., 1983, ISBN 0-380-65524-1
- The 120 Year Diet: How to Double Your Vital Years, Roy L. Walford; Simon & Schuster (January 1987), 432 pages, ISBN 978-0-671-46677-0
- The Retardation of Aging and Disease by Dietary Restriction, Richard H. Weindruch & Roy L. Walford; New York: Charles C. Thomas Pub Ltd (December 1988), 436 pages, ISBN 978-0-398-05496-0, ISBN 0-398-05496-7
- The Longevity Diet. Discover Calorie Restriction – the Only Proven Way to Slow the Aging Process and Maintain Peak Vitality, Brian M. Delaney, Lisa Walford, Roy Walford; Marlowe & Company (June 3, 2005), 256 pages, ISBN 1-56858-309-5
- The Anti-Aging Plan: Strategies and Recipes for extending your Healthy years, Lisa Walford & Roy Walford; Da Capo Press; 10th edition (March 10, 2005), 320 pages, ISBN 978-1-56924-383-1
- Beyond the 120 Year Diet: How to Double Your Vital Years, Roy Walford; Da Capo Press; Revised and Expanded edition (August 8, 2000), 432 pages, ISBN 978-1-56858-157-6